# Pozděchov
Pozděchov (deutsch Posdiechow, älter auch Posdihof) ist eine Gemeinde in der Mährischen Walachei in Tschechien. Sie liegt acht Kilometer östlich von Vizovice und gehört zum Okres Vsetín.

## Geographie

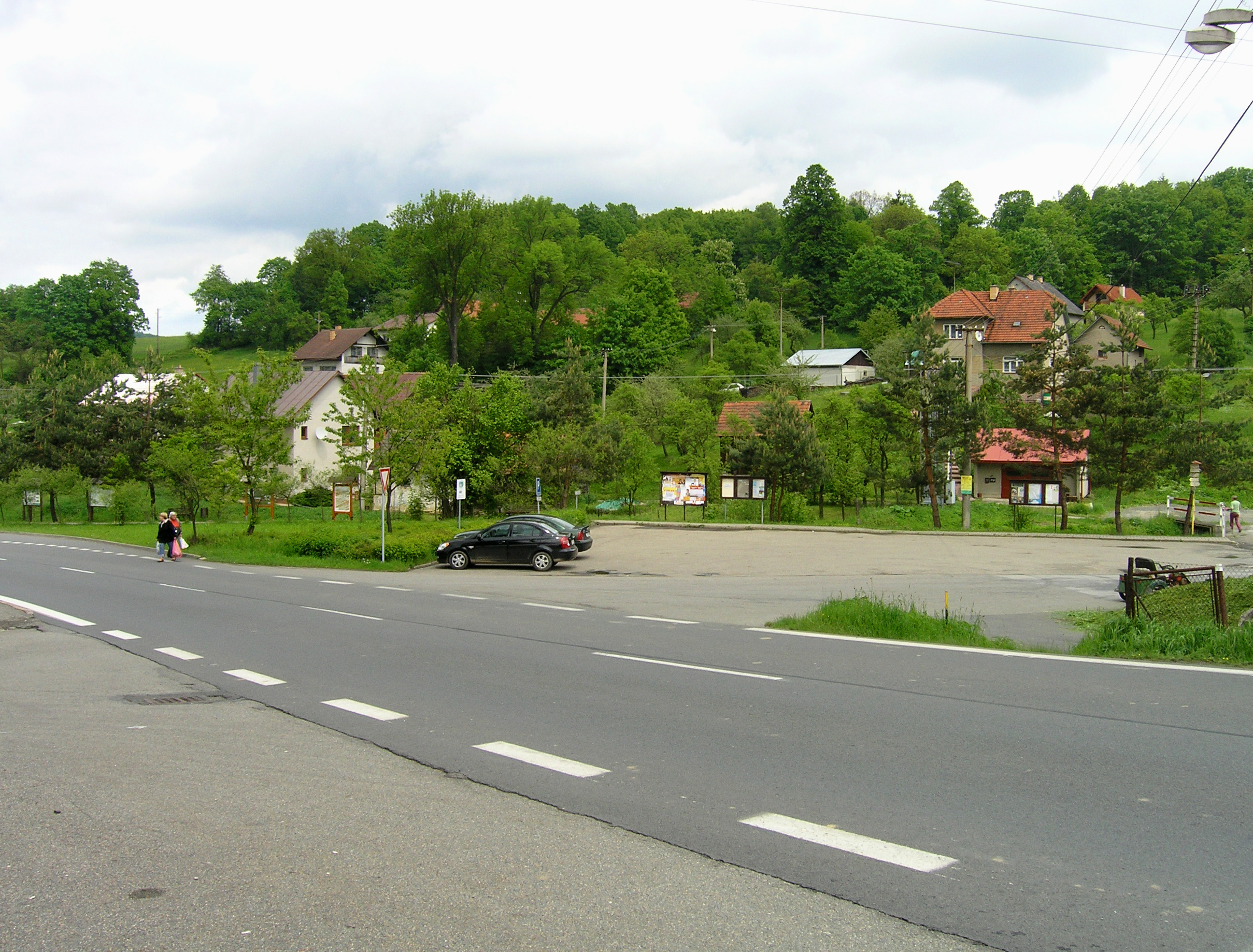
Dorfanger

Pozděchov erstreckt sich im Norden des Wisowitzer Berglandes entlang des Baches Pozděchůvka. Nördlich erhebt sich der Hrabník (604 m), im Nordosten der Za Lechama (584 m), östlich der Vlčí (550 m), im Südosten der Javorník (720 m) und die Vrátnice (680 m), südlich die Bařinka (716 m) und der Svéradov (737 m), im Südwesten der Klášťov (753 m) und die Rovně (708 m), westlich die Tanečnice (601 m) sowie im Nordwesten der Vrch (574 m). Durch den nördlichen Teil des Dorfes verläuft die Staatsstraße I/49 zwischen Valašská Polanka und Vizovice. Südlich des Ortes entspringt die Bratřejovka.
Nachbarorte sind Vrchy und Prlov im Norden, Neratov und Valašská Polanka im Nordosten, Osíkovice, Paseky und Kozinek im Osten, Vařákovy Paseky und Lačnov im Südosten, V Americe, Výpusta, Rudovňa, Hradiště, U Žižků, Ploština, Drnovice und Vysoké Pole im Süden, Na Mezných und Bratřejov im Südwesten, Dolina, Spadalina und Ublo im Westen sowie Závratě, Pržnice, Žleby, Jasenná und U Macíků im Nordwesten.

## Geschichte

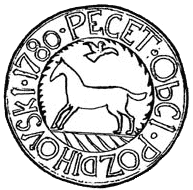
Ortssiegel von 1780

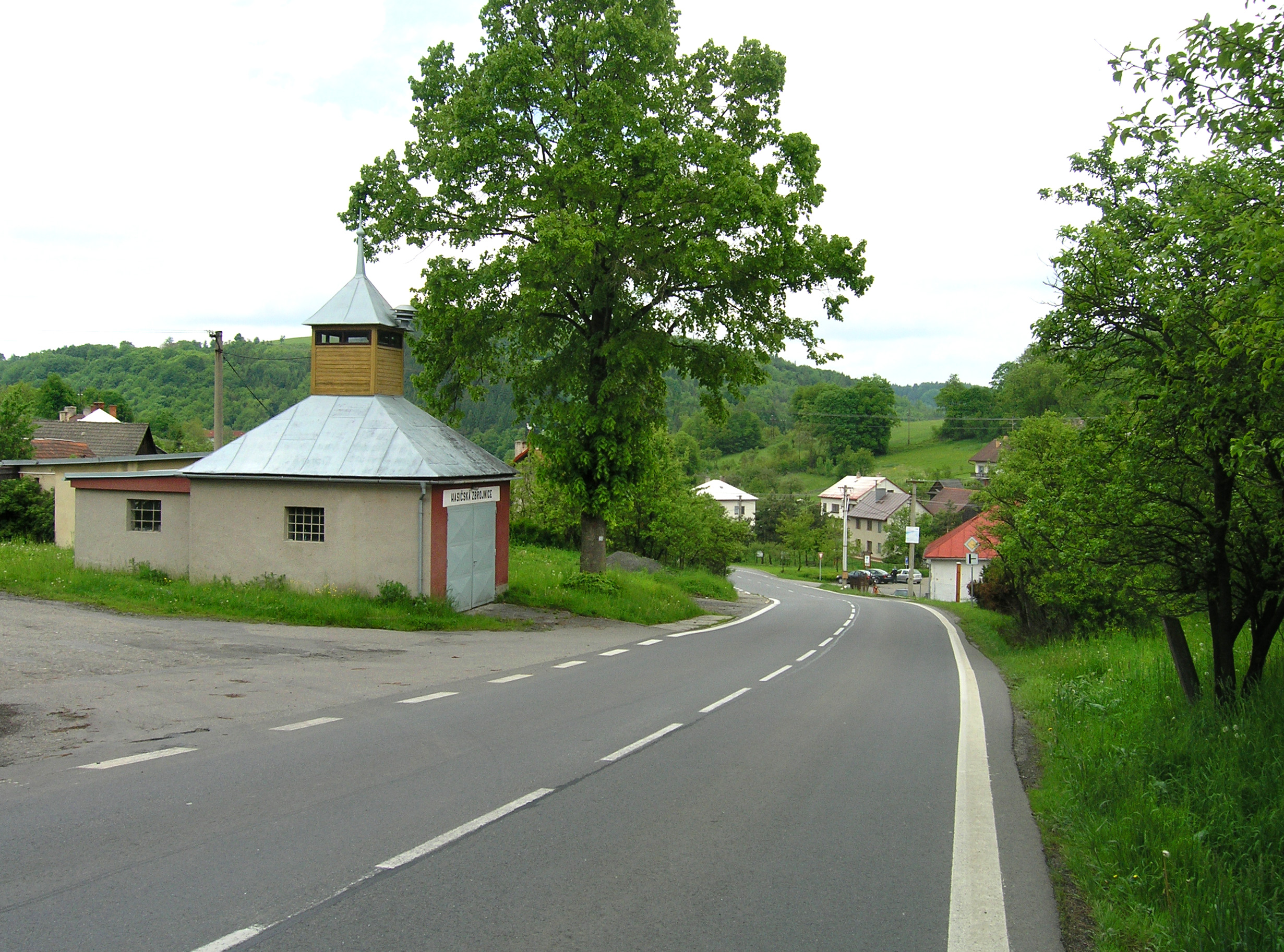
Hauptstraße und Spritzenhaus von Pozděchov

Die erste schriftliche Erwähnung von Pozehow erfolgte 1361 in einer päpstlichen Urkunde als Besitz des Klosters Smilheim. Neben Pozehow bestand in dem Tal mit Svéradov noch eine zweite Ansiedlung, diese erlosch zum Ende des 15. Jahrhunderts. Aus dem Jahre 1363 ist ein Rechtsstreit zwischen den Zisterziensern und den Herren von Sternberg überliefert, die sich klösterliche Güter, darunter Posozyechow angeeignet hatten. Von seiner Zerstörung in den Hussitenkriegen erholte sich das Kloster nie wieder. 1467 überließ Georg von Podiebrad die klösterlichen Besitzungen seinem Gefolgsmann Ctibor von Cimburg. In den Jahren 1481 bis 1482 führte der letzte Smilheimer Abt Beneš mit Ctibor von Cimburg eine gerichtliche Auseinandersetzung um Pozdichov. Wenig später erlosch das Kloster. Daraufhin erhielt Zigmund Kuna von Kunstadt, ein Nachfahre des Klostergründers, den klösterlichen Besitz zwecks einer Erneuerung des Klosters, die jedoch nie erfolgte. Seit 1503 ist in den Hradischer Gerichtsbüchern ein gemeinsamer Vogt für Prlov und Pozdichov nachweisbar. Besitzer der Herrschaft Vizovice waren nach den Herren von Kunstadt u. a. ab 1549 Wenzel von Boskowitz und ab 1580 Zdeněk Kavka von Říčany, der 1582 bei Zádveřice erschossen wurde. Nachfolgender Grundherr war der ungarische Adlige Emerich Dóczy de Nagy Lucsie (Emerich Dóczy z Natluče). Während des Dreißigjährigen Krieges beteiligten sich die protestantischen Bewohner des Dorfes zwischen 1620 und 1644 am Walachischen Aufstand. Beim Einmarsch der Schweden reihte sich ein Teil von ihnen bewaffnet in deren Armee ein und kämpfte bei der Eroberung von Kroměříž, andere leisteten Spionagedienste oder versorgten die schwedischen Truppen mit Lebensmitteln. Infolge der Friedensverhandlungen erfolgte ab 1643 der Rückzug der Schweden aus Mähren, und die Gegend wurde sukzessive von den kaiserlichen und bischöflichen Truppen eingenommen. Danach erfolgte im Februar 1644 in Vsetín eine Massenhinrichtung von etwa 200 Aufständischen, darunter auch fünf aus Pozdichov. Nach dem Ende des Dreißigjährigen Krieges bestand der Ort aus 18 Wirtschaften und elf Beisassen. 1663 brannten die Türken das Dorf nieder. Im Jahre 1672 wurde das Dorf als Pozdiechow bezeichnet. Zu Beginn des 18. Jahrhunderts wurde der Ort von den Kuruzen geplündert. Weitere Grundherren waren Prokop Graf von Gollen, Marie Anna Minckwitz von Minckwitzburg, Hermann Hemilton von Blümegg und Philipp Stillfried-Rattonitz. 1834 bestand der Ort aus 104 Häusern und hatte 575 Einwohner. Aus dem Jahre 1846 ist der Ortsname Pozděchow überliefert. Bis zur Mitte des 19. Jahrhunderts blieb das Dorf immer zur Herrschaft Wisowitz untertänig.
Nach der Aufhebung der Patrimonialherrschaften bildete Pozděchow ab 1850 eine Gemeinde in der Bezirkshauptmannschaft Hradisch. Ab 1868 gehörte die Gemeinde zum Bezirk Holešov und 1935 wurde sie dem Bezirk Zlín zugeordnet. In der zweiten Hälfte des 19. Jahrhunderts setzte eine Auswanderung nach Amerika ein. Seit den 1930er Jahren bestehen Pläne zur Herstellung einer Bahnstrecke Otrokovice–Vizovice–Valašská Polanka. Das Interesse an dem Bahnprojekt, mit dem das Dorf eine Verbindung zu den Industriestädten Zlín und Vsetín erhalten sollte, war vor allem bei dem Teil der Bevölkerung, der in den dortigen Fabriken arbeitete groß. Die Fertigstellung des Abschnittes zwischen Vizovice und Valašská Polanka mit einem 910 m langen Tunnel zwischen Bratřejov und Pozděchov ging seit 1937 nie über die Planungsphase hinaus. Während der deutschen Besetzung agierten seit dem Sommer 1944 in den Wisowitzer Bergen aus der Sowjetunion eingeflogene Fallschirmspringer und Flüchtlinge des Slowakischen Nationalaufstandes als Partisanen und vereinigten sich später unter dem Kommando des Majors Murzin zur 1. Tschechoslowakische Partisanengruppe „Jan Žižka“. Ein Teil der Einwohner arbeitete mit den Partisanen zusammen. Zwei Einwohner aus Pozděchov starben am 19. April 1945 bei der Vernichtung von Ploština durch die Waffen-SS. Die deutschen Besatzer flohen in der Nacht vom 3. zum 4. Mai 1945 vor der herannahenden Roten Armee über Vsetín ins Binnenland. Am 4. Mai 1945 wurde der Ort von den Partisanen und der Roten Armee besetzt. Nach dem Ende des Krieges wurden 1945 die Güter von Marietta Boos-Waldeck, geborene Stillfried-Rattonitz, konfisziert. Seit 1949 gehört Pozděchov zum Okres Vsetín.

## Ortsgliederung
Für die Gemeinde Pozděchov sind keine Ortsteile ausgewiesen.

## Sehenswürdigkeiten

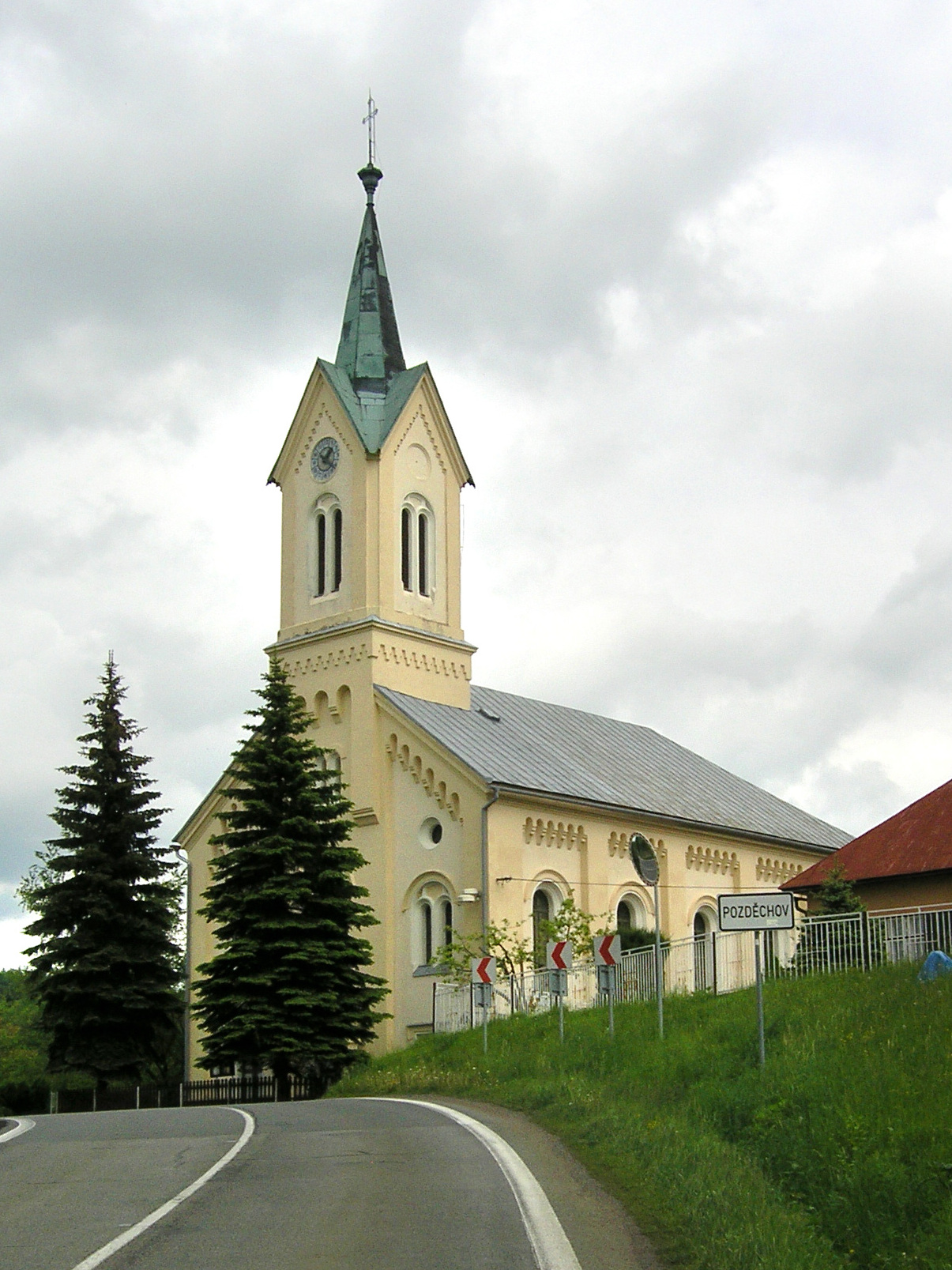
Evangelische Kirche

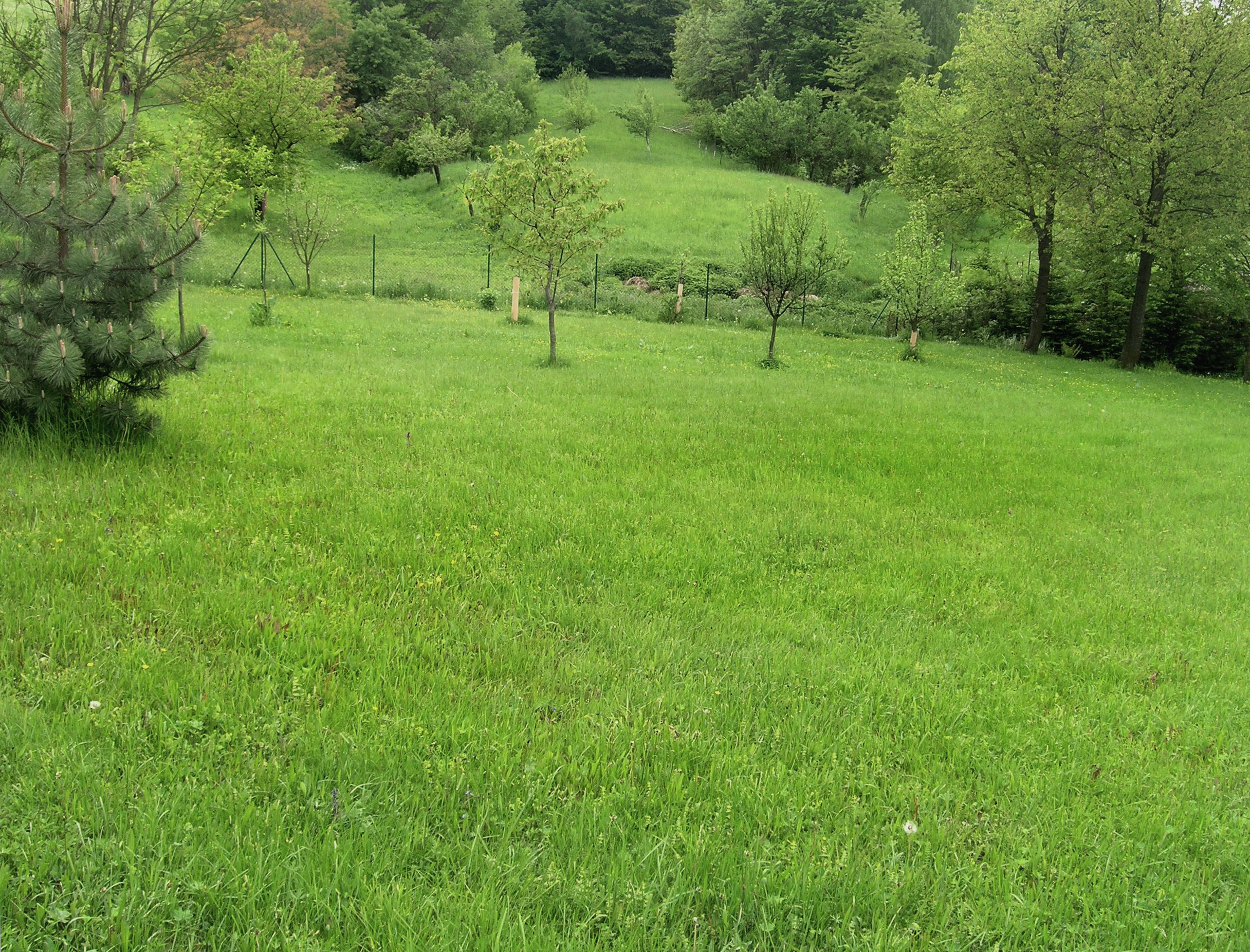
Naturschutzgebiet Pozděchov

- Katholische Kirche St. Georg, sie entstand 1700–1710 auf Veranlassung von Prokop Graf von Gollen an der Stelle eines alten Kirchleins. Den Haupteingang ziert das Wappen derer von Gollen, es zeigt einen Brotlaib.
- Evangelische Kirche, erbaut 1871, geweiht wurde sie 1895
- Hölzernes Jagdschlösschen Trubiska, im Wald östlich des Ortes, der Bau entstand in der Mitte des 19. Jahrhunderts für die Familie Stillfried, die es bis 1945 besaß. Heute gehört es der Jagdgenossenschaft Trubiska Pozděchov.
- Gedenkstein auf dem Gemeinschaftsgrab der Opfer der Massaker von Prlov und Vařákovy Paseky, auf dem Evangelischen Friedhof
- Peškova lípa, eine mächtige Linde
- Vogtei
- Naturschutzgebiet Pozděchov, Blumenwiese mit Vorkommen des Frühlingssafran, der Echten Schlüsselblume und des Breitblättrigen Knabenkrautes, am südlichen Ortsausgang
- Klášťov, höchster Berg der Vizovická vrchovina, mit Burgstall